# Mitropolija zagrebačko-ljubljanska
Mitropolija zagrebačko-ljubljanska, eparhija Srpske pravoslavne Crkve koja djeluje na području Hrvatske, Slovenije i Italije.  Eparhija obuhvaća područje Središnje Hrvatske, Sloveniju, a do 2011.godine i Italiju.
 Mitropolit je bio Porfirije Perić od 26. svibnja 2014. do 18. veljače 2021.

## Povijest
Na području ove eparhije pravoslavno svećenstvo spominje se u vrijeme Katarine Branković koja je bila kći srpskog despota Đurađa Brankovića. 1434. godine ona se udala za grofa Urlika II. Celjskog, te je sa sobom povela svećenika iz Smedereva. Njezinim je nastojanjem u Varaždinu 1454. prepisana bogoslužna knjiga "Apostol" na srpsko-slavenskom jeziku, a čuva se u Muzeju Srpske pravoslavne Crkve u Beogradu. 
Nakon obnove Pećkog patrijarhata 1557. dok je patrijarh bio Makarije Sokolović, pravoslavno stanovništvo sjeverne Hrvatske vodio je požeški mitropolit koji je imao sjedište u manastiru Orahovici. U listopadu 1595. mitropolit Vasilije prelazi bliže osmanskoj granici, kako bi se približio tamošnjim vjernicima, te postavlja svoje sjedište u manastiru Marči. Kasnije će ovaj manastir biti središtem unije s Katoličkom Crkvom. Uz ovaj manastir, središte pravoslavlja na tim prostorima postaje i manastir Lepavina.
1734. godine uspostavljena je Lepavinsko-severinska episkopija sa sjedištem isprva u manastiru Lepavina, a potom u Severinu. 1754. ova je eparhija združena s Kostajničko-zrinopoljskom eparhijom, a 1771. i s Pakračkom. 1931. osnovana je Zagrebačka eparhija u rangu mitropolije, sa sjedištem u Zagrebu. Prvi mitropolit bio je Dositej Vasić. 11. svibnja 1941. ustaške su vlasti uhitile mitropolita Dositeja, te ga u zatvoru u Petrinjskoj ulici mučile, a onda i otpremile u Beograd, gdje je 14. siječnja 1945. i umro.
Nakon Drugog svjetskog rata, prilikom popunjavanja upražnjenih eparhija, na prvom posljeratnom redovnom zasjedanju Svetog arhijerejskog sabora 1947., izabran je episkop banatski dr Damaskin Grdanički za mitropolita zagrebačkog. Posle njegove smrti 1969., eparhija dugo nije imala vlastitog mitropolita, već su njome upravljali episkopi drugih eparhija, sve dok na zasjedanju Svetog arhijerejskog sabora 1977. godine nije povjerena tadašnjem episkopu lepavinskom Jovanu Pavloviću, koji je 1982. izabran i za Mitropolita zagrebačkog. Na njegov prijedlog, sljedeće godine mitropolija je preimenovana u Zagrebačko-ljubljansku.
Nakon što je ovoj mitropoliji 1994. povjerena briga i za pravoslavne Srbe u Italiji, nazvana je Mitropolijom zagrabačko-ljubljanskom i cijele Italije. Taj je naziv zadržala do teritorijalnog preustroja 2011. godine.

## Organizacija
Mitropolija ima pet arhijerejskih namjesništava: zagrebačko, bjelovarsko, grubišnopoljsko, ljubljansko. U Zagrebačko namjesništvo spadaju crkvene općine: zagrebačka, vojakovačka i sisačka. Mitropolitu u upravljanju eparhijom pomažu Eparhijski savjet Mitropolije te Eparhijski upravni odbor. Usto, tu je i Eparhijski crkveni sud Mitropolije. Svim ovim tijelima na čelu je mitropolit.

## Saborna crkva
Saborna crkva (Katedrala Preobraženja Gospodnjeg) Mitropolije zagrebačko-ljubljanske nalazi se u Zagrebu na Trgu Petra Preradovića, poznatijem kao Cvjetni trg. Na tom mjestu bila je katolička crkva sv. Margarete koja je pripadala Zagrebačkoj biskupiji, a spominje se na ovom mjestu od 1334. kao župna crkva uz koju su se održavali „margaretski sajmovi“ (održavali su se od 1337.). Kasnije je crkva pripala župi sv. Marka, a 1794. prodana je grčkim pravoslavnim trgovcima koji su tada kao trgovci i novčari boravili u Zagrebu. Kad se smanjio broj Grka, crkva počela je služiti pravoslavnim Srbima. Zbog dotrajalosti, srušena je dotadašnja crkva i na istom mjestu sagrađena postojeća katedrala 1866. po nacrtu arhitekta Franje Kleina. Zbog ovakve povijesti ove crkve, ulica koja prolazi iza ove crkve i danas se zove Margaretska, a ona koja prolazi ispred nje zove se Preobraženska.
Dana 4. svibnja 2007. dovršeno je oslikavanje unutrašnjosti crkve, što ga je izveo poznati ruski umjetnik Nikolaj Aleksandrovič Muhin.

## Manastiri
Na području Mitropolije zagrebačko-ljubljanske nalazi se nekoliko manastira od kojih neki više nisu u uporabi. Najpoznatiji je manastir Lepavina. Tu je, potom, ženski manastir svete Petke u Zagrebu, te nenaseljeni manastiri Marča, Bršljanac i manastir u Bojancima.

## Vanjske poveznice
- Službene stranice Mitropolije zagrebačko-ljubljanske  Arhivirana inačica izvorne stranice od 5. kolovoza 2012. (Wayback Machine)